# Joe Orton
Joe Orton, född 1 januari 1933 i Leicester, död 9 augusti 1967 i London, var en engelsk dramatiker och romanförfattare.

## Liv och verksamhet
Joe Orton är känd för sina farser med svart humor och gränsöverskridande innehåll. Han började skriva pjäser i början av 1960-talet, slog igenom 1964 och var framträdande och högproduktiv fram till sin död tre år senare. Till hans mest kända verk hör Byte (1967) och Vad betjänten såg (uruppförd postumt 1969).
Ortons privatliv speglas i hans verk. Han var homosexuell med många tillfälliga sexualförbindelser och hittade vid dessa på fiktiva namn och personligheter åt sig själv. Impulsivitet, drömlogik och ohämmad sexualitet är genomgående i hans pjäser. Litteraturkritikern C. W. Bigsby skrev om Ortons pjäser att i dem "är sexualitet aggression; det är subversion. Det är ett utmanande av all auktoritet, inbegripet, genom hans tonvikt vid incest, förälderns auktoritet, och, bortom det, kanske Guds".
Orton mördades 9 augusti 1967 av sin pojkvän Kenneth Halliwell som därefter tog livet av sig.

## Verk
Pjäser

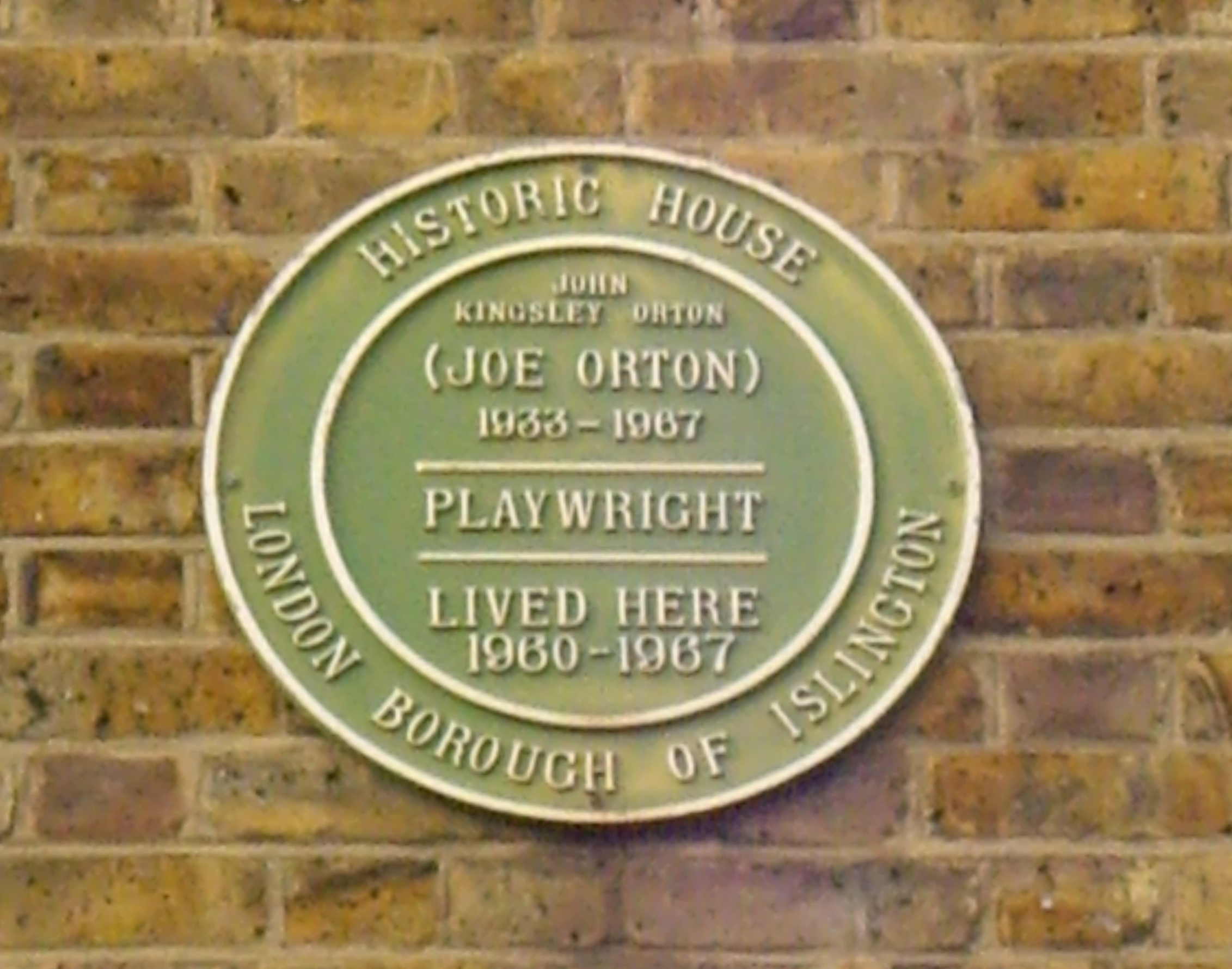
Minnesplakett på det hus i London där Orton bodde på 1960-talet

- Fred and Madge (författad 1959, utgiven 2001)
- The visitors (författad 1961, utgiven 2001)
- The ruffian on the stair (1964)
  - Fridstöraren (1966)
  - Busen i trapphuset (1986)
- Entertaining Mr Sloane (1964)
  - Vår vän, Herr Sloane (1967)
- Loot (1965)
  - Stålar (1971)
  - Byte (1987)
- The Erpingham camp (1966)
- The good and faithful servant (1967)
- Up against it (1967, oproducerat filmmanus för The Beatles)
- Funeral games (1968)
- What the butler saw (1969)
  - Vad betjänten såg (1970)
- Pets would

Romaner
- Head to toe (1971)
- Lord Cucumber och The Boy Hairdresser (1999, med Kenneth Halliwell)
- Between us girls (2001)